# Wełykyj Karaszyn
Wełykyj Karaszyn (ukr. Великий Карашин) – wieś na Ukrainie, w obwodzie kijowskim, w rejonie buczańskim, w hromadzie Makarów. W 2001 liczyła 861 mieszkańców.